# John Griggs Thompson
John Griggs Thompson (Ottawa, 13 de outubro de 1932) é um matemático estadunidense.
É conhecido especialmente por seu trabalho sobre teoria dos grupos. Foi professor da Cátedra Rouse Ball de Matemática, de 1971 a 1993.

## Condecorações
- Prêmio Cole 1965 (com Walter Feit)
- Medalha Fields 1970
- Medalha Sylvester 1985
- Prêmio Wolf de Matemática 1992
- Prémio Abel 2008 (com Jacques Tits)